# Sphaeralcea miniata
Sphaeralcea miniata là một loài thực vật có hoa trong họ Cẩm quỳ. Loài này được (Cav.) Spach miêu tả khoa học đầu tiên năm 1834.